# Blotting
O blotting ou blotting em biologia molecular e genética é um método laboratorial para transferir proteínas, DNA ou RNA para uma superfície transportadora, geralmente uma membrana de nitrocelulose, PVDF ou nylon. Em muitos casos, isto é feito após a realização da eletroforese em gel, na qual as moléculas são separadas e depois transferidas do gel para a membrana de transferência ou blotting, mas outras vezes as amostras são adicionadas diretamente na membrana (como em dot blot). Após o blotting, as proteínas, ADN ou ARN transferidos são visualizados por coloração com um corante (por exemplo, coloração das proteínas com prata) ou por visualização auto-radiográfica de moléculas marcadas radioactivamente (a marcação é feita antes do blotting) ou por marcação específica de algumas proteínas ou ácidos nucleicos. Este último é feito com anticorpos ou sondas de hibridização que se ligam apenas a algumas moléculas no blot e têm uma enzima ligada a elas. Após a lavagem adequada, esta atividade enzimática (e, portanto, a presença das moléculas que estão a ser estudadas no blot) é visualizada através da incubação com um reagente apropriado, resultando num depósito colorido no blot ou numa reação quimioluminescente, que é registada em película fotográfica.

## Nome
Blot significa "mancha" ou "tinta seca" em inglês. As nódoas de tinta eram tradicionalmente secas com papel mata-borrão, para que a nódoa fosse transferida para o papel mata-borrão. Isto é análogo à transferência de bandas ou pontos de moléculas separadas no gel para a membrana de transferência ou de transferência utilizada nestas técnicas de biologia molecular. Por vezes, blotting ou blot é traduzido como "transferência", mas é mais comum vê-los utilizados sem tradução. A primeira técnica de blotting moderna amplamente utilizada foi inventada por Edwin Southern, daí o nome Southern blot. Mais tarde, outros métodos semelhantes de separação de moléculas foram descobertos e receberam este nome como um jogo de palavras com o apelido Southern (que também significaria "do sul"), e foram utilizados nomes relacionados com pontos cardeais geográficos para eles, como Eastern blot, Western blot, Northern blot etc. Estes outros nomes não provêm de um apelido, pelo que não têm necessariamente de ser escritos com letra maiúscula, mas aparecem frequentemente na literatura também com letra maiúscula, por analogia com o Southern blot.

## Southern blot
Southern blot é um método utilizado para a deteção de sequências específicas de ADN numa amostra de ADN. O Southern blotting combina a transferência de fragmentos de ADN separados electroforeticamente para uma membrana de filtro e a detecção subsequente dos fragmentos com sondas de hibridização.

## Southwestern blot
O southwestern blot é baseado no Southern blot e é utilizado para identificar e caracterizar proteínas de ligação ao ADN pela sua capacidade de se ligar a sondas específicas de oligonucleótido. As proteínas são separadas por electro forese em gel e depois transferidas para membranas de nitrocelulose semelhantes às utilizadas noutros tipos de blotting.

## northern blot
O northern blot é utilizado para a deteção de RNA numa amostra de RNA e o estudo da expressão génica. Os ARN são separados por eletroforese, transferidos para uma membrana por capilaridade e detetados através de uma sonda.

## Northern blot reverso
O northern blot reverso é uma variante do northern blot em que o ácido nucleico imobilizado na membrana é um conjunto de fragmentos isolados de DNA (em vez de RNA), e a sonda utilizada é o RNA extraído de um tecido e marcado radioactivamente. Muito útil para estudar o perfil de expressão genética.

## Western blot
O western blot é utilizado para separar as proteínass numa amostra de tecido homogeneizada. A eletroforese é realizada para separar as proteínas, estas são transferidas para a membrana e depois detetadas com anticorpos.